# 布吉维拉尔
布吉维拉尔（法語：Bougy-Villars）是瑞士联邦西部法语区的沃州下设的一个市镇。在行政上属于莫尔日区管辖。布吉维拉尔的总面积为1.77平方公里。截至2007年，总人口为434。